# Sart-Saint-Laurent
Pour les articles homonymes, voir Sart.
Sart-Saint-Laurent (en wallon Li Sårt-Sint-Lorint) est un village de Wallonie situé dans l'Entre-Sambre-et-Meuse sur la route de Namur à Châtelet. Il fait aujourd'hui partie de Fosses-la-Ville, en province de Namur (Belgique). C'était une commune à part entière avant la fusion des communes de 1977.

## Toponymie
Le village compte de nombreux lieux-dits aux noms pittoresques : Haie Madame, Froide Bise, Croix du facteur Dirète, Golvin, Rouge Grange, Le Bîjart, li Bwès Tatî, Pré al clé, Neuve Maison, Rouwale aux Colèvrots, Timansart, Ruelle aux Corbeaux, etc.

## Évolution démographique
- Source: DGS, 1831 à 1970=recensements population, 1976= habitants au 31 décembre

## Histoire
Situé en bordure du bois de la Haute Marlagne, l’endroit fut défriché et essarté (d'où son nom de Sart) par des bûcherons, notamment au début du XIIe siècle, lorsque la construction de l’abbaye de Floreffe par saint Norbert, aidé de Hugues de Fosses, en 1221, nécessitait beaucoup de bois.
Petit village du bûcherons à l’origine, il devint rapidement agricole car dès 1126 le comte de Namur Henri Ier l'Aveugle donna la propriété des terres à ceux qui les cultiveraient avec leur propre charrue. Ainsi naquirent les grosses fermes qui jalonnent le Sart : Marlagne en 1138, Wimbosteck en 1294, Timansart en 1289, Fuette en 1305, Malplaquée en 1305, et d’autres, plus petites.
La partie habitée se situait d’abord au nord de la grand-route actuelle Namur-Châtelet (qui ne date que de 1840), avec église romane du XIIe siècle : il n’en reste que le chœur, devenu la chapelle St-Laurent, au milieu du cimetière. La paroisse obtint un curé permanent en 1851 : ce fut l’abbé Lefèvre, qui bâtit le presbytère et, en 1861, une nouvelle église de l’autre côté du village (pour 19.938 francs...).
Par un écolâtre qu’elle payait, l’abbaye de Floreffe assurait un enseignement aux garçons du Sart, dans un local situé près de la chapelle.
À partir de 1842, toutes les communes furent obligées d’organiser un enseignement, mais le Sart n’était pas encore autonome. Les habitants harcelèrent les responsables de Floreffe pour obtenir la subsidiation d’une nouvelle église en 1858 ; puis, ils obtinrent une école. Et comme pour Aisemont, c’est le curé qui fut le moteur de la communauté pour arriver à l’autonomie communale, malgré les réticences de Floreffe et de Fosses (qui avait déjà perdu Vitrival en 1797 et Aisemont en 1871).
Un projet de 1887 traîne en longueur et n’aboutit que trois ans plus tard. La commune, finalement créée par arrêté royal du 27 mai 1890, réunit alors deux villages : le Sart-Saint-Lambert, qui dependaient anciennement du chapitre de Fosses (et donc de la principauté de Liège), et le Sart-Saint-Laurent, dépendant de l’abbaye de Floreffe (Comté de Namur). Louis Rossomme en est le premier bourgmestre, Maurice Goffaux en sera le dernier avant la fusion des communes en 1977.

## Personnalité liée à la commune
Le dessinateur Jijé (Joseph Gillain) est enterré au cimetière communal, une rue du village porte son nom.